# SS-Kaliert
SS-Kaliert — немецкая панк-группа, играющая в стиле панк-хардкор/стрит-панк.
Была собрана в 2003 году в составе Torsten (вокал), Benni (гитара/вокал), Nils (бас) и Fab (барабаны). Оригинальный состав за 5 лет существования коллектива почти не претерпел изменений.
Часто выступает с концертами как у себя на родине, в Германии, так и в разных странах Центральной Европы (Чехия, Австрия, Бельгия, Хорватия, Словения, Италия). Являлась неофициальным хедлайнером на фестивальных турах International Chaos (октябрь 2008 (Германия)), Schlachtrufe (13 февраля — 7 марта 2009 (Германия — Швейцария)). В рамках второй части International Chaos собирается посетить также Францию, Испанию, Португалию. В апреле 2009 группа отыграла тур по России с Ничего Хорошего.

## Записи
За довольно короткий срок, с 2004 по 2008 год. группа создала демо, 2 альбома, 2 EP и 2 сплита (один из них совместно с японскими панками Futureless System). Записывается на независимом (см. DIY) лейбле Maniac Attack Records (ФРГ).

## Тематика песен
В творчестве SS-Kaliert преобладает характерная для традиционного панка тематика песен (анархизм, социальный подтекст, изъяны общества, антифашизм (отличительная черта многих немецких коллективов от Seelenzorn до Kreator и Destruction), интернационализм, антимилитаризм, антиавторитаризм, A.C.A.B., ФНБ).

## Специфика названия
Название «SS-Kaliert» сперва шокирует/вызывает недоумение, поскольку первые две его буквы копируют традиционное обозначение отдельных войск СС (нем. «Waffen SS»), один из символов Гитлеровской Германии и нацистской идеологии. Однако это является скорее уловкой, с помощью которой группа рассчитывает привлечь к (случайному) прослушиванию своих антифашистско-анархических песен неонацистскую молодёжь, и попыткой насмешить обычных слушателей панк-рока. Первоначальным же названием коллектива было «Es Eskaliert» (нем. «Это Возрастает»), что омонимично нынешнему названию группы.

## Дискография

### Демо и EP
- A.C.A.B. Demotape (2004)
- Stand Up And Fight 7 (2004)
- Self Titled (2006)

### Альбомы
- Dsklation (2006)
- Addiction (2008)
- Subzero   (2011)

### Сплиты
- (SS-Kaliert & Mouth Sewn Shut Split) (2007)
- Fight Back (SS-Kaliert & Futureless System Split) (2008)